# Гликохолевая кислота
Гликохолевая кислота — кристаллическое вещество, плавящееся при 132—134 °C. Эмпирическая формула C26H43NO6. Относится к жёлчным кислотам. Встречается в виде натриевой соли в жёлчи, особенно бычьей. Подобно гиппуровой кислоте, со щелочами она распадается, образуя гликоколь и, вместо бензойной, холевую кислоту.

## Кишечно-печёночная циркуляция гликохолевой кислоты
Образуется в печени человека и некоторых животных, как соединение (конъюгат) холевой кислоты и глицина и поэтому относится к так называемым парным кислотам. Кроме глицина холевая кислота также конъюгирует с таурином, в результате чего возникает другая парная кислота — таурохолевая.
В кишечнике эмульгирует жиры, активируя липазу и стимулируя всасывание свободных жирных кислот. До 90—95 % гликохолевой кислоты (в виде холевой кислоты и других соединений) всасывается в кишечнике в кровь и по воротной вене обратно попадает в печень, где холевая кислота переносится из крови в жёлчь и вновь конъюгируется с глицином и таурином. В течение суток так называемая кишечно-печёночная циркуляция жёлчных кислот происходит до 10 раз.

## Из истории
Гликохолевая кислота выделена в 1824 году из жёлчи немецким химиком Леопольдом Гмелиным (1788—1853).